# François Mauriac
François Mauriac (Bordeaux, 11. listopada 1885. – Pariz, 1. rujna 1970.), francuski književnik
Jedan je od rijetkih katoličkih pisaca je ustao protiv totalitarnih režima i pružio podršku španjolskim republikancima. Tijekom nacističke okupacije Francuske sudjelovao je u pokretu otpora, surađivao u ilegalnom tisku i pod pseudonimom Forez objavio "Crvenu bilježnicu". 
Poslije 1945. godine bio je vrlo aktivan u novinarstvu (Figaro, Express), a zagovarao je nacionalnu trpeljivost i prevladavanje uskogrudnosti. Debitirao je knjigama poezije "Sklopljene ruke" i "Zbogom mladosti". Pisao je i eseje, književne kritike te knjige iz religijske povijsti i tematike. Među brojnim romanima ističu se "Poljubac gubavcu", "Pustinja ljubavi", "Sudbine", "Zmijsko leglo" i "Misterij Frontenacovih". Svijet njegovih likova je svijet vječne tjeskobe i grizodušja, neprestanih konflikata s "postulatima vjere". Dobio je Nobelovu nagradu za književnost 1952. godine.